# Principato d'Antiochia
Il Principato d'Antiochia fu uno degli stati crociati creati durante la Prima Crociata; esso includeva parte della Turchia e della Siria attuali. Sua città più importante era Antiochia sull'Oronte.

## Storia

### Fondazione
Mentre Baldovino di Boulogne e Tancredi d'Altavilla si dirigevano verso est dall'Asia Minore per stabilirsi nella Contea di Edessa, l'esercito principale della Prima Crociata continuò verso sud per assediare Antiochia. Boemondo di Taranto guidò l'assedio, che cominciò nell'ottobre del 1097. Con oltre quattrocento torri, la città era quasi impenetrabile. L'assedio si protrasse per tutto l'inverno, con grandi difficoltà tra i crociati, che furono spesso costretti a mangiare i propri cavalli, o, secondo la leggenda, i corpi dei loro compagni cristiani che non sopravvivevano.
Comunque, Boemondo convinse una guardia di una torre, un cristiano convertito di nome Firouz, a permettere ai Crociati di entrare in città. Questo accadde il 3 giugno 1098 e ne seguì un grande massacro di musulmani. Solo quattro giorni dopo, un esercito musulmano proveniente da Mosul guidato dall'atabeg Kirbogha arrivò ad assediare gli stessi Crociati rinchiusi in Antiochia. Alessio I Comneno, l'Imperatore bizantino, stava venendo in soccorso dei cristiani, ma tornò indietro quando gli giunse notizia che la città era già stata riconquistata dai musulmani.
Tuttavia, i Crociati stavano ancora fronteggiando l'assedio, al quale partecipava un mistico chiamato Pietro Bartolomeo. Pietro annunciò di aver avuto una visione di sant'Andrea Apostolo, che gli avrebbe detto che la lancia di Longino, la quale aveva trafitto il costato di Cristo sulla Croce, si trovava ad Antiochia. Si scavò sotto la cattedrale di San Pietro e la lancia fu trovata dallo stesso Pietro. Anche se molto probabilmente la lancia era stata messa lì da Pietro (questa era l'opinione anche di Ademaro di Le Puy, legato papale), questa scoperta risollevò il morale dei crociati. Con la reliquia appena alla testa dell'esercito, Boemondo marciò incontro a Kirbogha, che fu miracolosamente sconfitto — miracolosamente perché, secondo i Crociati, un esercito di santi apparve sul campo di battaglia in loro aiuto.
Il controllo della città fu oggetto di una lunga disputa. Vi erano, nell'esercito dei Franchi, nove conti preposti al comando, Boemondo li raccolse a consiglio e domandò a chi dovesse andare Antiochia una volta conquistata: dato che ognuno la richiedeva per sé, si accordarono a guidare l'assedio una settimana ciascuno, concordando che essa sarebbe andata a chi, nella sua settimana, sarebbe riuscito ad espugnarla. A seguito della corruzione della guardia Firouz, chi conquistò la città fu Boemondo e fu così nominato Principe dagli altri capi crociati. Egli era già Principe (signore allodiale) di Taranto, e desiderava rimanere indipendente anche nel suo nuovo dominio; così non tentò di ricevere il titolo di Duca dal suo nemico bizantino, né alcun altro titolo con pesanti vincoli feudali, come quello di Conte. Nel frattempo si diffuse un'epidemia sconosciuta nell'accampamento crociato, alla quale soccombette Ademaro di Le Puy.

### Prime fasi
Boemondo fu catturato in battaglia nel 1100 da Malik Ghazi, della dinastia dei Danishmendidi, e suo nipote Tancredi divenne reggente. Tancredi espanse i confini del Principato, prendendo le città di Tarso e Latakia dall'Impero bizantino. Boemondo fu liberato nel 1103, ma lasciò ancora Tancredi reggente quando andò in Italia per reclutare nuove truppe nel 1105. Egli usò queste truppe per attaccare i bizantini nel 1107, ma dopo la sconfitta a Durazzo nel 1108 fu costretto da Alessio I a firmare il Trattato di Devol, che avrebbe reso Antiochia un feudo dell'Impero bizantino dopo la morte di Boemondo; Boemondo aveva effettivamente promesso di restituire tutte le terre che erano state riconquistate quando i Crociati passarono per Costantinopoli nel 1097. Boemondo combatté inoltre contro Aleppo con Baldovino e Joscelin della Contea di Edessa; quando Baldovino e Joscelin furono catturati, Tancredi divenne reggente anche in Edessa. Boemondo lasciò Tancredi e tornò ancora in Italia, dove morì nel 1111.
Alessio voleva che Tancredi riconducesse il Principato interamente sotto il dominio di Costantinopoli, ma Tancredi era sostenuto dal Conte di Tripoli e dal Re di Gerusalemme; infatti egli era stato l'unico comandante crociato a non aver giurato di restituire il territorio conquistato ad Alessio (sebbene nessuno degli altri condottieri, compreso Boemondo, avesse mantenuto in qualche modo fede ai propri giuramenti). A Tancredi, che morì nel 1112, succedette Boemondo II d'Antiochia, sotto la reggenza del nipote dello stesso Tancredi, Ruggero di Salerno, il quale respinse un assalto dei Selgiuchidi nel 1114.
Il 27 giugno 1119, Ruggero fu ucciso nella battaglia dell'Ager Sanguinis (Campo di Sangue) e Antiochia divenne uno stato vassallo di Gerusalemme con, come reggente fino al 1126, Baldovino II di Gerusalemme (sebbene egli avesse trascorso gran parte di questo periodo prigioniero ad Aleppo). Boemondo II, che sposò la figlia di Baldovino, Alice, regnò solo per pochi anni, fino a che il Principato passò in eredità alla giovane figlia Costanza, ma Baldovino II continuò ad essere reggente fino alla morte, nel 1131, quando Folco di Gerusalemme prese il potere. Nel 1136, Costanza, che aveva solo 10 anni, sposò Raimondo di Poitiers, che ne aveva 36. Fino al momento della battaglia dell'Ager Sanguinis, il Principato era stato retto da un pugno di cavalieri normanni, per lo più originari del sud Italia. Tale ceto dominante fu però a tal punto decimato in questa battaglia che ad esso subentrarono esponenti di altre famiglie stabilmente insediate in Terra Santa. Si può dunque parlare di un principato normanno di Antiochia solo per i primi decenni della sua esistenza. Con l'assunzione del potere da parte di Raimondo di Poitiers, l'influsso normanno fu definitivamente rimpiazzato da quello francese.
Raimondo, come i suoi predecessori, attaccò la provincia bizantina della Cilicia. Tuttavia, questa volta, l'Imperatore Giovanni II Comneno lo respinse. Arrivò ad Antiochia nel 1138 ed obbligò Raimondo a giurargli fedeltà, ma una sommossa istigata da Joscelin II di Edessa lo costrinse a ritirarsi. Giovanni aveva progettato di riconquistare tutti gli stati crociati, ma morì nel 1142.

### Dominazioni bizantina ed armena
Dopo la caduta di Edessa nel 1144, Antiochia fu attaccata da Nur al-Din durante la seconda crociata. Gran parte dei territori orientali del Principato fu persa e Raimondo fu ucciso alla battaglia d'Inab nel 1149. Baldovino III di Gerusalemme fu tecnicamente reggente per la vedova di Raimondo, Costanza, fino al 1153, quando sposò Rinaldo di Châtillon. Anche Rinaldo entrò immediatamente in conflitto con i Bizantini, stavolta a Cipro; strinse comunque una pace con Manuele I Comneno nel 1158, che l'anno successivo arrivò per prendere personalmente il controllo del Principato.
Rinaldo fu fatto prigioniero dai musulmani nel 1160, e la reggenza passò al Patriarca di Antiochia (Rinaldo non fu rilasciato prima del 1176, e non fece mai ritorno ad Antiochia). Nel frattempo, Manuele sposò la figlia di Costanza, Maria, ma dato che Costanza governava solo nominalmente Antiochia, fu deposta nel 1163 e sostituita da suo figlio Boemondo III. Boemondo fu catturato da Norandino l'anno seguente, con la conseguenza che il fiume Oronte divenne il confine permanente tra Antiochia e Aleppo. Boemondo tornò ad Antiochia nel 1165, e sposò una delle nipoti di Manuele; fu inoltre persuaso a far insediare un patriarca greco nella città.
Con il sostegno delle flotte delle città-Stato italiche, Antiochia resistette all'assalto del Saladino contro il Regno di Gerusalemme nel 1187. Né Antiochia né Tripoli presero parte alla Terza crociata, sebbene i reduci dell'esercito di Federico Barbarossa si fossero fermati brevemente nella stessa Antiochia per seppellire una parte del cadavere del loro re nel 1190 (in imprevista decomposizione). Il figlio di Boemondo III, anch'esso di nome Boemondo, divenne conte di Tripoli dopo la Battaglia di Hattin e Raimondo, suo figlio maggiore, sposò la principessa armena nel 1194.
Boemondo III morì nel 1201. La sua morte condusse alla lotta per il dominio tra Antiochia, guidata da Boemondo di Tripoli e l'Armenia, rappresentata dal nipote di Boemondo III, Raimondo Rupeno.
Boemondo di Tripoli (Boemondo IV) ebbe la meglio nel 1207, anche se Raimondo prese il potere per breve tempo, tra il 1216 e il 1219. Boemondo poi morì nel 1233 e Antiochia, governata da suo figlio Boemondo V, non ebbe alcun ruolo di rilievo durante la quinta Crociata, né durante il tentativo dell'Imperatore del Sacro Romano Impero Federico II di riconquistare Gerusalemme durante la sesta Crociata, né durante la settima Crociata guidata da Luigi IX di Francia.

### Crollo del Principato
Nel 1254 Boemondo VI sposò Sibilla, una principessa armena, arrestando la feroce contesa tra i due stati cristiani (sebbene da quel momento la Piccola armenia divenisse la più potente tra i due ed Antiochia ridotta in sostanza a Stato vassallo).
Entrambi furono però coinvolti nel conflitto tra i Mamelucchi e i Mongoli e, quando questi ultimi furono sconfitti nella battaglia di ‘Ayn Jālūt del 1260, Baybars prese a minacciare Antiochia, che aveva sostenuto i Mongoli in quanto Stato vassallo dell'Armenia.
I Mamelucchi conquistarono quindi la città nel 1268 e tutta la parte settentrionale della Siria fu presto perduta; ventitré anni dopo, fu presa Acri e le terre di Outremer cessarono d'esistere.
Con la fine della casato dei Conti di Tripoli,  il vacuo titolo di "Principe d'Antiochia" passò al Re di Cipro e fu talvolta considerato un'onorificenza concessa ai membri più giovani della casa reale. 
Il suo vessillo entrò nello stemma di Federico II come arme di parentela al momento del suo matrimonio con Iolanda di Brienne (1225-1228), ratificato dal successivo matrimonio con Isabella d'Inghilterra, che ne derivava dai suoi avi Plantageneti-Angiò.

## Geografia e demografia
Malgrado la grandezza di Antiochia, il Principato era, anche nel momento della sua massima estensione, più piccola di Edessa e di Gerusalemme. Si estendeva a nord-est fino al Mediterraneo, confinando con la Contea di Tripoli a sud, con Edessa ad est, e, a seconda dal periodo, con l'Impero bizantino e il Regno d'Armenia a nord-ovest. Nel XII secolo contava pressappoco 20 000 abitanti, molti dei quali erano Armeni e Greci cristiano-ortodossi, con qualche musulmano fuori dalla città. Molti dei Crociati che vi si stanziarono erano di origine normanna o provenienti dall'Italia meridionale, come i primi signori del Principato che si circondarono dei loro leali sudditi. C'era anche qualche cattolico-romano, esclusi i Crociati che ebbero il dominio sul Principato, sebbene la città fosse stata dichiarata Patriarcato Latino nel 1100.

## Principi di Antiochia

### Principi di Antiochia, 1098–1268
- Boemondo I 1098–1111
  - Tancredi d'Altavilla, reggente, 1100–1103; 1105–1112
- Boemondo II 1111–1130
  - Ruggero di Salerno, reggente, 1112–1119
  - Baldovino II di Gerusalemme, reggente, 1119–1126; 1130–1131
- Costanza 1130–1163
  - Folco di Gerusalemme, reggente, 1131–1136
  - Raimondo di Poitiers 1136–1149 (per matrimonio)
  - Rinaldo di Châtillon 1153–1160 (per matrimonio)
- Boemondo III 1163–1201 figlio di Costanza e del primo marito, Raimondo di Poitiers
- Boemondo IV 1201–1216
- Raimondo Rupeno 1216–1219
- Boemondo IV (ripristinato) 1219–1233
- Boemondo V 1233–1251
- Boemondo VI 1251–1268

### Principi Titolari di Antiochia 1268–1457
- Boemondo VI 1268–1275
- Boemondo VII 1275–1287
- Lucia di Tripoli 1287–ca. 1299
- Filippo di Toucy ca.1299–1300

il titolo passa ai re di Cipro e di Gerusalemme
- Margherita di Antiochia, (†  1308), sorella di Ugo III di Cipro, ultima signora di Tiro
- Giovanni I 1345–1375, terzo figlio di re Ugo IV di Cipro
- Giovanni II prima del 1432–1456? come principe coronato dal re Giano
- Giovanni di Coimbra ca. 1456–1457, marito della futura regina Carlotta I di Cipro

## Santi e Beati
- Sant'Ignazio di Antiochia
- San Cirillo di Antiochia
- San Cipriano di Antiochia
- Santa Sara di Antiochia
- San Melezio di Antiochia
- San Babila di Antiochia
- San Teofilo di Antiochia
- Santa Margherita di Antiochia
- San Demetriano di Antiochia
- San Evodio di Antiochia
- San Severo di Antiochia
- San Luciano di Antiochia
- Beato Andrea di Antiochia (Antiochia 1268 - Annecy 1360)